# 1775 en littérature
| Années de la littérature : 1772 - 1773 - 1774 - 1775 - 1776 - 1777 - 1778    |
| Décennies de la littérature : 1740 - 1750 - 1760 - 1770 - 1780 - 1790 - 1800 |

Cet article présente les faits marquants de l'année 1775 en littérature.

## Événements
- 4 janvier : premier numéro du Pennsylvania Magazine de Robert Aitken, auquel collabore Thomas Paine, qui en devient le rédacteur en chef en février[1].
- 22 septembre : Charles-Auguste, héritier du duché de Saxe-Weimar, invite Goethe à venir s’établir à Weimar, centre intellectuel et littéraire de l’Allemagne. Il arrive le 7 novembre[2].

## Parutions
- 1er novembre : Nicolas Edme Restif de La Bretonne, Le Paysan perverti : ou Les dangers de la ville, à La Haie, Chez Lejay, Mérigot, 1776 (présentation en ligne), roman épistolaire en deux volumes antidatés[3].

- Honoré-Gabriel Riqueti de Mirabeau, Essai sur le despotisme, Londres, [s.n.], 1775 (présentation en ligne).
- Louis-Claude de Saint-Martin, Des erreurs et de la vérité : ou les Hommes rappellés au principe universel de la science, Edimbourg [Lyon], 1775 (présentation en ligne).
- Johann Kaspar Lavater, Physiognomische Fragmente : zur Beförderung der Menschenkenntniss und Menschenliebe, Leipzig und Winterthur, Bey Weidmanns Erben und Reich, und Heinrich Steiner und Compagnie, 1775 (présentation en ligne) (« Fragments physiognomoniques »), quatre volumes publiés de 1775 à 1778.
- Samuel Johnson, A Journey to the Western Islands of Scotland, London, W. Strahan and T Cadell, 1775 (présentation en ligne), (« Voyage aux îles occidentales de l'Écosse »).
- Mlle d'Albert, allias Marie-Magdeleine de Bonafons, Confidences d'une jolie femme, Amsterdam/Paris, Guillyn/Veuve Duchesne, 1775 (lire sur Wikisource), roman.
- André-Robert Andréa de Nerciat, Félicia ou Mes Fredaines, Londres [Paris], [chez Hubert Cazin], 1775 (s:Félicia),  roman libertin en quatre volumes.

## Naissances
- 9 juillet : Matthew Gregory Lewis, romancier et dramaturge anglais († 14 mai 1818)
- 16 décembre : Jane Austen, écrivaine anglaise († 18 juillet 1817).